# Michiru
Michiru (jap. みちる, ミチル) – żeńskie imię japońskie.

## Możliwa pisownia
Michiru można zapisać używając różnych znaków kanji i może znaczyć m.in.:
- 満, „pełny/zadowolony/wznosić się” (występuje też inna wymowa tego imienia: Mitsuru)

## Znane osoby
- Michiru Ōshima (ミチル), japońska kompozytorka
- Michiru Shimada (満), japońska scenarzystka anime
- Michiru Yamane (ミチル), japońska kompozytorka muzyki do gier wideo
- Michiru Yuimoto (みちる), japońska seiyū

## Fikcyjne postacie
- Michiru (みちる), bohaterka gry mangi i anime Air
- Michiru Inukai (ミチル), bohaterka mang i anime Talentless Nana
- Michiru Kaiō (みちる), bohaterka serii mang i anime Czarodziejka z Księżyca
- Michiru Kawamoto (みちる), bohaterka mangi i anime Air Master
- Michiru Kita (みちる), główna bohaterka mangi i anime Zombie-Loan
- Michiru Kiryū (満), bohaterka mangi i anime Futari wa Pretty Cure Splash Star
- Michiru Nishikiori (みちる), bohaterka serii mang i anime Kamichama Karin
- Michiru Onigawara (みちる), bohaterka light novel, mangi i anime MM!